# 4513 Louvre
4513 Louvre eller 1971 QW1 är en asteroid i huvudbältet som upptäcktes den 30 augusti 1971 av den ryska astronomen Tamara Smirnova vid Krims astrofysiska observatorium på Krim. Den har fått sitt namn efter det franska nationalmuseet Louvren.
Asteroiden har en diameter på ungefär 12 kilometer och den tillhör asteroidgruppen Eos.